# Euandroblatta lobipennis
Euandroblatta lobipennis är en kackerlacksart som beskrevs av Karlis Princis 1963. Euandroblatta lobipennis ingår i släktet Euandroblatta och familjen småkackerlackor. Inga underarter finns listade i Catalogue of Life.